# Elodophthalmidae
De Elodophthalmidae zijn een familie van uitgestorven insecten die behoort tot de orde der kevers (Coleoptera).